# Francesco Cozza

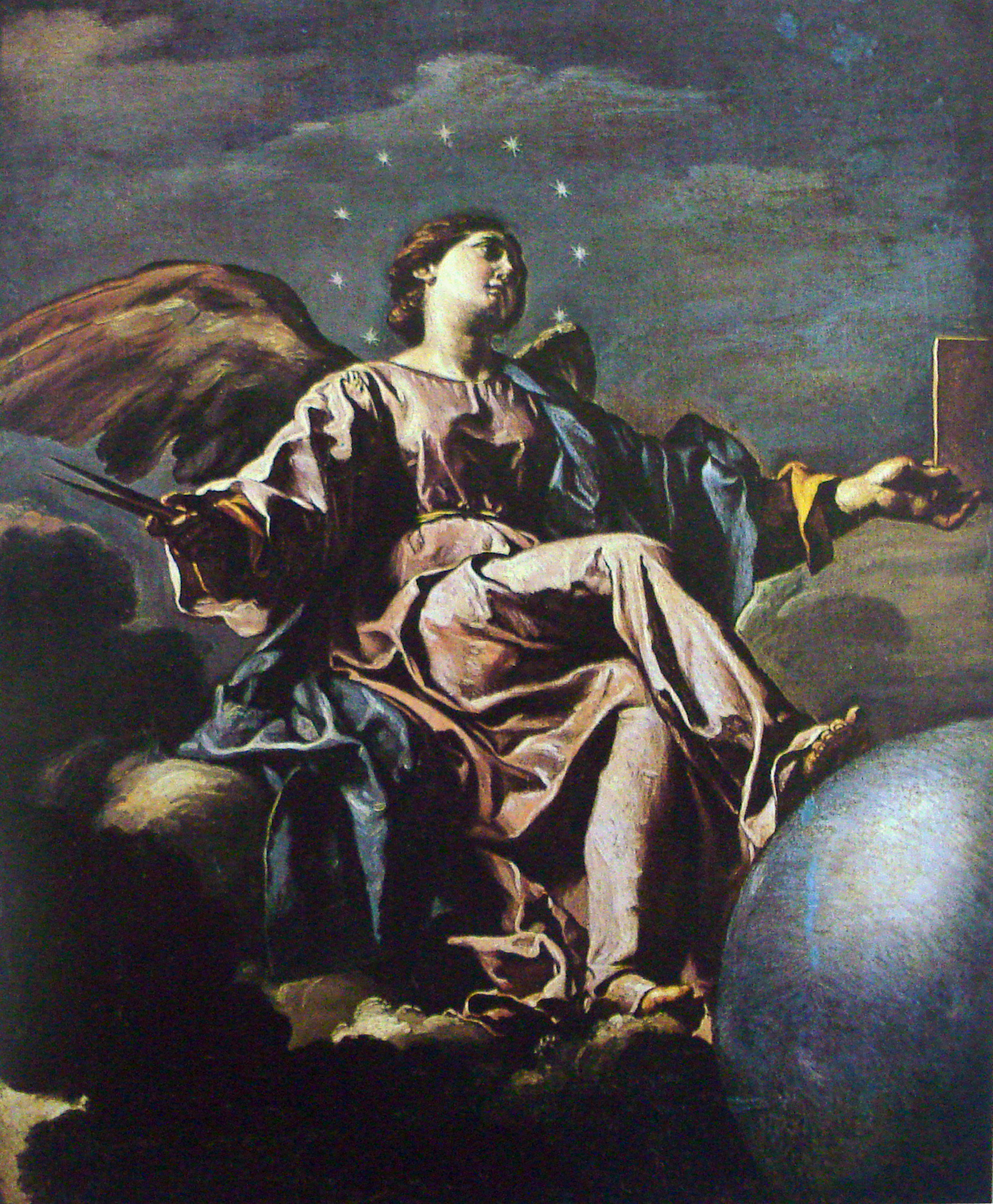
Urania (sobre 1667), Museo Nacional de Bellas Artes, Río de Janeiro.

Francesco Cozza (Stilo, Calabria, sobre 1605-Roma, 1682) es un pintor barroco italiano de la escuela napolitana especialista en frescos.

## Biografía

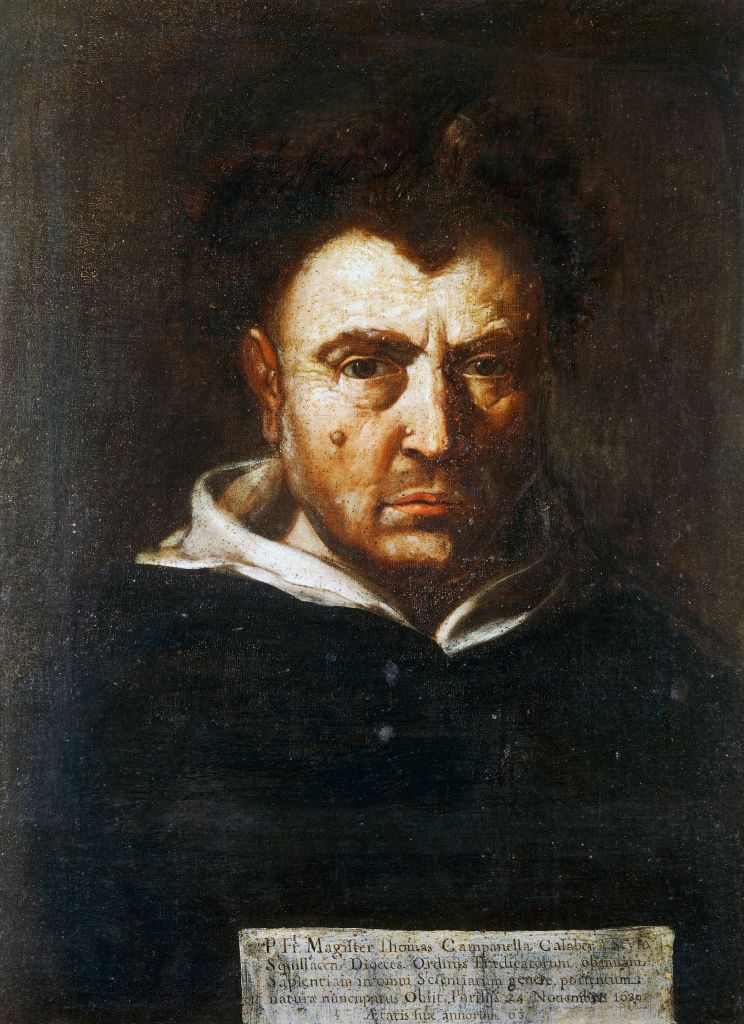
Retrato de Tommaso Campanella, Colección Camilo Caetani, Sermoneta.

Después de haber pasado su juventud en su ciudad natal de Calabria, Francesco Cozza fue a Roma, donde fue aprendiz primero y después colaborador de Domenichino (1581 – 1641). Su presencia se registra en Roma, en la Basílica de San Andrés de Fratte, donde se localiza la orden de los Mínimos de San Francisco de Paula, poco antes de 1630, cuando el Domenichino fue a Nápoles. Siguió siendo un invitado de la Mínimos hasta 1634, en este período siguió a Domenichino a Nápoles y a Frascati.
El resto de su vida permaneció en Roma y en sus entornos. Su muerte ocurrió el 13 de enero de 1682, pocos días después de preparar su testamento (9 de enero).
Es conocido sobre todo por sus frescos del techo con la Apoteosis de la casa Pamphili y la biblioteca del palacio Pamphili en la Plaza Navona (1667 – 1673).
Sus paisajes recuerdan al estilo de los Carracci con sus figuras pequeñas.
Fue recibido en la Academia de San Lucas en Roma en 1650.
Realizó varios grabados excelentes sobre planchas al estilo de Pietro del Po (1610 – 1692), entre ellos un San Pedro (1630), un Cristo durmiendo adorado por los ángeles y una Santa María Magdalena (1650).

## Desarrollo artístico
Su primer trabajo datado es un San José en la Basílica de San Andrés de Fratte (1632). Obras de su juventud son también la Piedad, en la Galería Nacional de Arte Antiguo, el fresco de la Virgen y Santa Francesca Romana, en la Basílica de San Andrés de Fratte, y una hermosa Crucifixión con San Francisco de Paula, en el refectorio de la iglesia homónima de Roma. Esta iglesia fue construida a partir de 1623, cuando los hermanos mínimos pidieron a la familia Cesarini una parcela de tierra cerca de la Basílica de San Pedro Encadenado, sin embargo, el trabajo no comenzó hasta 1640. Esta fue la oportunidad de reunirse con los Cesarini, entre otros señores de Genzano di Roma y Valmontone, para las sucesivas comisiones y el trabajo posterior en las dos ciudades.

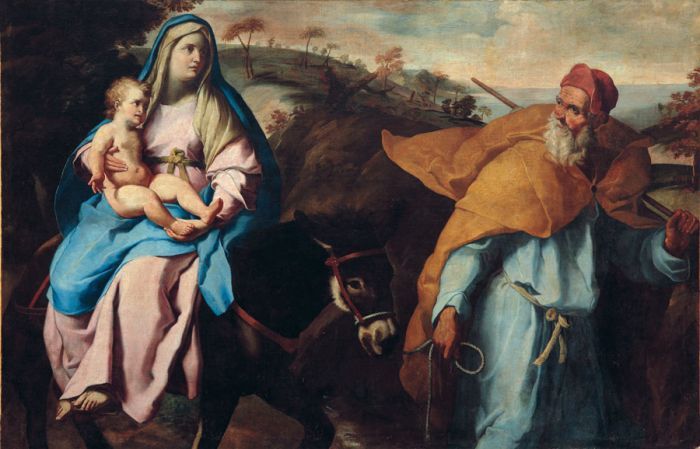
La huida a Egipto, iglesia de Sant'Angelo in Pescheria, Roma.

Hacia 1641 se le encargó realizar los frescos, ahora destruidos, de la cúpula de la Iglesia de Santa María de la Paz en Roma. Probablemente también data de esta época El nacimiento de la Virgen de la Galería Colonna. Hacia 1645 pintó la Virgen de la costura del Hospital de Santo Spirito en Roma, inspirada por Guido Reni (1575 – 1642) y Domenichino. El retablo de San José y San Carlos lo realizó en el mismo período, para los frailes de San Francisco de Paula en la Basílica de San Andrés de Fratte. Hacia 1650 pintó la Virgen de la Redención en la Basílica de Santa Francesca Romana. Entre 1658 y 1659 los frescos de la bóveda de fuego en el Palacio Pamphili de Valmontone, donde trabajó con Pier Francesco Mola (1612 – 1666), Gaspard Dughet (1613 –1675), Mattia Preti (1613 – 1699), Giovanni Battista Tassi (il Cortonese) y Guglielmo Cortese (1628 – 1679), y dos frescos con el Verano y el Invierno con Carlo Maratta (1625 – 1713) y Domenico Maria Canuti (1620 – 1678) en el Palacio Altieri. En Valmontone conoce a Gaspard Dughet y Mattia Preti, dos artistas que tuvieron una influencia considerable en su formación.

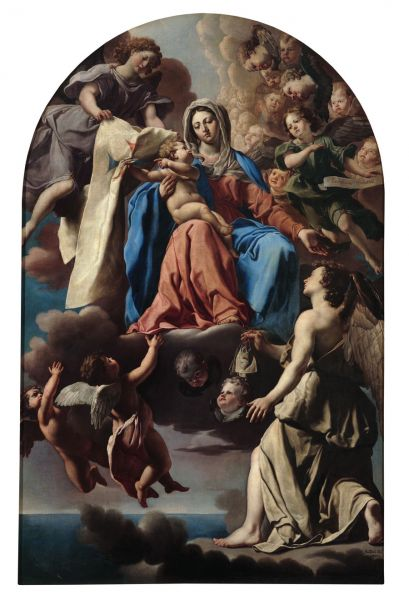
La Virgen de la Redención, Colegio Pontificio Nepomuceno, Roma.

En 1660 realiza el gran retablo (óleo sobre lienzo) para la Iglesia de Santa Maria della Cima en Genzano di Roma, donde, según el crítico Mariano Apa, "se acentúa su búsqueda personal por el clasicismo emiliano reforzado por un naturalismo vivido de la experiencia con el firme estilo de Mattia Preti".
Finalmente está el bello, aunque en ruinas, retablo de la Catedral de Segni.

## Obras
- La huida a Egipto, iglesia de Santo Ángel en Pescheria, Roma.
- San Francisco y el ángel, Galería Nacional del Palacio Arnone, Cosenza.
- La predicación de San Juan Bautista, Galería Nacional de Arte Antiguo, Palacio Barberini, Roma.
- Retrato de Tommaso Campanella, Colección Camilo Caetani, Sermoneta.
- La Virgen de la Redención, Colegio Pontificio Nepomuceno, Roma.
- La apoteosis de la casa Pamphili, frescos del techo, biblioteca del Palacio Pamphili en Plaza Navona.
- Madonna de la Redención, Iglesia de Santa Francesca Romana, Roma.
- Urania Museo Nacional de Bellas Artes, Río de Janeiro.

## Galería

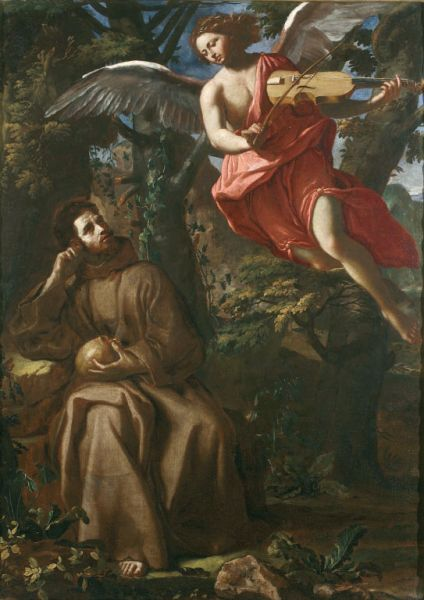
San Francisco y el ángel, Galería Nacional del Palacio Arnone, Cosenza.
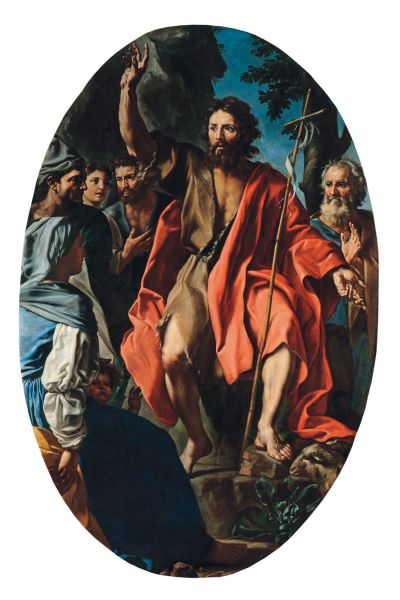
La predicación de San Juan Bautista, Galería Nacional de Arte Antiguo, Palacio Barberini, Roma.